# Grinde

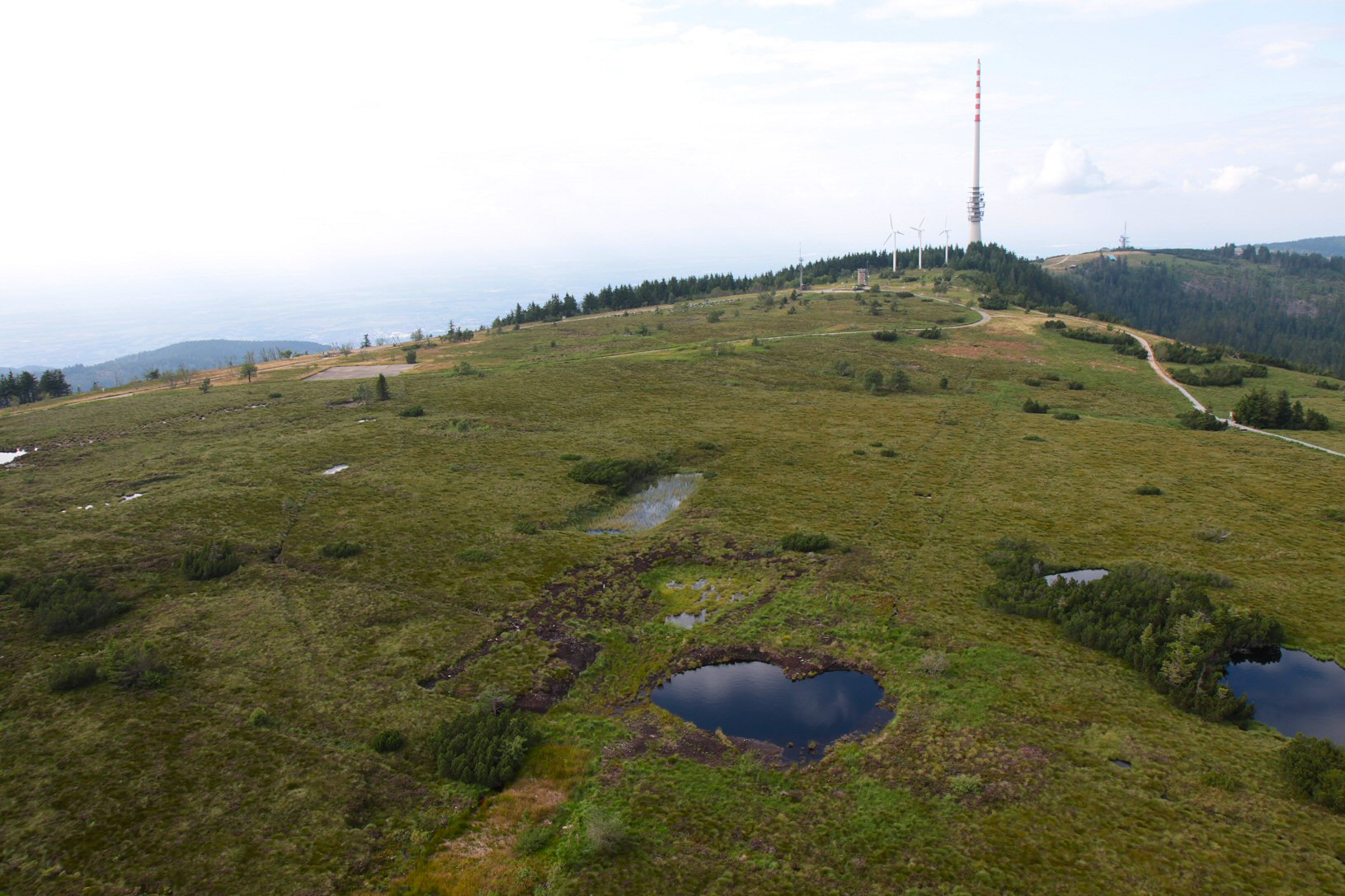
Gipfelplateau der Hornisgrinde

Grinde ist die Bezeichnung für die fast baumfreien Feuchtheiden auf den abgeflachten Buntsandstein-Höhenrücken im Naturraum Grindenschwarzwald und Enzhöhen des Nordschwarzwaldes. Ihre größte Ausdehnung hatten die Grinden zu Beginn des 19. Jahrhunderts. Sie erstreckten sich vom Kniebis bei Freudenstadt im Süden bis auf die Höhen bei Dobel im Norden. Heute beschränken sich die Grindenflächen auf die höchsten Lagen des Nordschwarzwaldes um Hornisgrinde, Schliffkopf und Kniebis (900 bis 1164 m ü. NHN). Sie umfassen noch eine Fläche von ca. 180 ha. Durch Pflegemaßnahmen und durch gezielte Beweidung mit robusten Rinderrassen (Hinterwälder), Ziegen und Schafen sollen die verbliebenen Grinden wegen ihres großen ökologischen Wertes und wegen ihrer landschaftsprägenden Bedeutung erhalten werden. Sie stehen großflächig unter Naturschutz.

## Wortherkunft und Bedeutung
Der Ausdruck „Grinde“ kommt aus dem Althochdeutschen und ist mit dem schwäbisch-alemannischen Begriff „Grind“ verwandt, was so viel wie „kahler Kopf“ bedeutet. Auf die waldfreien (kahlen) Bergkuppen (Köpfe) wurde dieser Begriff übertragen.

## Entstehung und Nutzung
Die Grinden sind hauptsächlich durch menschlichen Einfluss entstanden. Durch das Bevölkerungswachstum reichten im 14. Jahrhundert die Flächen zur Viehhaltung in den Tälern des Schwarzwaldes nicht mehr aus. Aus diesem Grund wurden Rinder und Ziegen zum Weiden auf die ebenen Hochflächen mit ihrem lockeren Baumbestand getrieben. Das sogenannte Weidbrennen am Ende des Weidejahres diente dazu, den Baumwuchs zu unterbinden, das Graswachstum zu fördern und die Weideflächen zu vergrößern. Durch die Nutzung der Hochflächen als Weiden konnten die hausnahen Wiesen für die Heugewinnung reserviert bleiben. Die Überweidung der Hochflächen bereits im 16. Jahrhundert führte zu einem Nährstoffverlust und zur Bodenverdichtung. Auf Grund der hohen Niederschläge von bis zu 2.200 mm/Jahr waren Vernässung und Moorbildung die Folgen. Diese Prozesse führten zum Entstehen der Grinden.
Die Weidewirtschaft auf den Grinden bestand 500 Jahre lang bis ins 19. Jahrhundert. Mitte des 18. Jh. hatte das Weidbrennen derart große Flächen Wald vernichtet, dass es verboten wurde.  Mit dem Aufkommen der Stallhaltung kam das Ende der Beweidung. Die Grinden wurden jedoch weiterhin zur Heugewinnung genutzt, vor allem wegen des Bocksergrases (Borstgras, Nardus stricta), dem die Bauern eine heilende Wirkung für die Tiere zusprachen. Mitte der 1950er Jahre, mit dem Rückgang der Viehwirtschaft, wurde auch diese Wirtschaftsform immer mehr aufgegeben. Mit dem Ende der landwirtschaftlichen Nutzung der Grinden begann der Wald nach und nach die Flächen zurückzuerobern.  Neben einer natürlichen Wiederbewaldung durch den Anflug von Kiefern, vor allem Bergkiefern (Latschen), setzte aber bereits Ende des 18. Jahrhunderts eine planmäßige Aufforstung ein. Die Grinden auf den Enzhöhen waren deshalb bereits im 19. Jahrhundert wieder bewaldet. Die verbliebenen Grinden werden heute im Rahmen der Landschaftspflege mit Schafen, Rindern und Pferden beweidet und erhalten.

## Pflanzen- und Tierwelt
Die Grinden liegen auf den nährstoffarmen Böden des Hauptkonglomerats des Buntsandsteins, was wesentlich zur charakteristischen Grindenökologie beiträgt.
Charakteristische Pflanzen: Borstgras, Deutsche Rasenbinse, Pfeifengras, Heidekraut, Heidelbeere, Preiselbeere, Rauschbeere, Latschenkiefer, Torfmoose, Scheidiges Wollgras.
Charakteristische Tiere: Auerhuhn, Haselhuhn.